# Bielawa Owls 2019
Questa voce raccoglie le informazioni riguardanti i Bielawa Owls nelle competizioni ufficiali della stagione 2019.

## Liga Futbolu Amerykańskiego 9 2019

### Stagione regolare
| Cracovia 18 agosto 2019 | Kraków Kings B | 0 – 32 referto | Bielawa Owls | Stadion WKS Wawel |

| 1º settembre 2019 | Renegades Świdnica | 6 – 38 referto | Bielawa Owls |  |

| 15 settembre 2019 | Bielawa Owls | 23 – 8 referto | Tychy Falcons B |  |

| 21 settembre 2019 | Bielawa Owls | 54 – 0 referto | Święci Częstochowa |  |

### Playoff
| Bielawa 16 settembre 2019, ore 12:00 | Bielawa Owls | 28 – 8 referto | Mustangs Płock | Stadion Bielawianka |

| Bielawa 26 ottobre 2019, ore 14:00 | Warsaw Mets B | 0 – 14 | Bielawa Owls | Boisko przy ul Bankowej |

## Statistiche di squadra
| Competizione      | %Vittorie | In casa | In casa | In casa | In casa | In casa | In casa | In trasferta | In trasferta | In trasferta | In trasferta | In trasferta | In trasferta | Totale | Totale | Totale | Totale | Totale | Totale |
| Competizione      | %Vittorie | G       | V       | N       | P       | Pf      | Ps      | G            | V            | N            | P            | Pf           | Ps           | G      | V      | N      | P      | Pf     | Ps     |
| ----------------- | --------- | ------- | ------- | ------- | ------- | ------- | ------- | ------------ | ------------ | ------------ | ------------ | ------------ | ------------ | ------ | ------ | ------ | ------ | ------ | ------ |
| Stagione regolare | 1.000     | 2       | 2       | 0       | 0       | 77      | 8       | 2            | 2            | 0            | 0            | 70           | 6            | 4      | 4      | 0      | 0      | 147    | 14     |
| Playoff           | 1.000     | 2       | 2       | 0       | 0       | 42      | 8       | 0            | 0            | 0            | 0            | 0            | 0            | 2      | 2      | 0      | 0      | 42     | 8      |
| Totale            | 1.000     | 4       | 4       | 0       | 0       | 119     | 16      | 2            | 2            | 0            | 0            | 70           | 6            | 6      | 6      | 0      | 0      | 189    | 22     |